# 32207 Mairepercy
32207 Mairepercy este un asteroid din centura principală de asteroizi.

## Descriere
32207 Mairepercy este un asteroid din centura principală de asteroizi. A fost descoperit pe 28 iulie 2000 la Anza, California de M. Collins și M. Gahran. Asteroidul prezintă o orbită caracterizată de o semiaxă mare de 2,70 ua, o excentricitate de 0,05 și o înclinație de 2,1° în raport cu ecliptica.